# آهنگ سرخ
آهنگ سرخ، سرود رسمی باشگاه پرسپولیس تهران و یکی از نمادهای این باشگاه است که در مسابقات رسمی و بین‌المللی اجرا یا پخش می‌شود. سرود باشگاه پرسپولیس اولین سرود یک باشگاه ورزشی در سطح آسیا می‌باشد. این سرود دارای دو بخش شعر و موسیقی است که در سبک پاپ تنظیم شده‌است. این سرود اولین بار در جریان مسابقات لیگ برتر در فروردین ۱۳۹۰ و پیش از شهرآورد تهران در ورزشگاه آزادی پخش شد.

## متن
شعر این سرود را عبدالجبار کاکایی سروده‌است.

## آهنگسازان
آهنگسازان این سرود محمدعلی و داریوش خواجه‌نوری هستند.

## تنظیم
محمدعلی خواجه‌نوری تنظیم‌کننده این قطعه است.

## خوانندگان
بازیکنان و مربیان پرسپولیس در ۴۰ سال اخیر در ضبط این سرود همکاری داشته‌اند.
- علی پروین
- شیث رضایی
- محمود خوردبین
- میثاق معمارزاده
- مجتبی محرمی
- محسن خلیلی
- مرتضی کرمانی‌مقدم
- افشین پیروانی
- علی انصاریان
- مهدی مهدوی‌کیا
- فرشاد پیوس
- بهروز سلطانی
- محمد پنجعلی
- محسن عاشوری
- رضا شاهرودی
- محمد خاکپور
- ادموند بزیک
- نیما نکیسا
- مصطفی دنیزلی
- حمید درخشان
- ایمون زاید
- داریوش خواجه نوری